# Pittsburgh Pipers
Pittsburgh Pipers – amerykański klub koszykarski z siedzibą w Pittsburgh działający w latach 1967–1972. Jego największy sukces to mistrzostwo ABA w 1968 roku.

## Historia
Zespół powstał w 1967 roku, przyjmując nazwę Pipers. Stał się rewelacją rozgrywek ligi ABA za sprawą niedopuszczonego do gry w NBA wielkiego talentu - Connie'go Hawkinsa. Pipers zdobyli mistrzostwo, a ich lider został liderem strzelców ABA, MVP sezonu zasadniczego oraz finałów. Zaliczono go również do All-ABA First Team.
W kolejnym sezonie swoją siedzibę z Minneapolis na Miami zmienił klub Minnesota Muskies. W związku z tym 38-letni adwokat Bill Erickson postanowił sprowadzić do Minneapolis inny zespół, w rezultacie okazali się nim właśnie Pipers. Zespół nie radził sobie tam jednak najlepiej zwłaszcza po zmianie trenera oraz odejściu do NBA Hawkinsa. Wobec powyższych oraz kiepskiej frekwencji drużyna powróciła po zaledwie jednym sezonie z powrotem do Pittsburgha.
Powrót nie spowodował poprawy wyników, a wręcz przeciwnie. Miastu nie zależało ani na Pipers, ani też całej ABA, którą określono tam mianem „mickey mouse”. W związku z tym właściciel zespołu Gabe Rubin zdecydował się do sprzedać. Nowym nabywcą okazał się korporacja Haven Industries, Inc., z siedzibą główną w Nowym Jorku. Po dokonaniu transakcji postanowiono zmienić nazwę zespołu na Pioneers. Ze względu jednak na pewne konotacje polityczne zdecydowano się ostatecznie na bardziej neutralną nazwę Condors. Pod nową nazwą drużyna rozegrała jeszcze dwa kolejne słabe sezony, po czym została rozwiązana.

## Sukcesy
- Mistrz Dywizji Wschodniej ABA (sezon zasadniczy, 1968)
- Mistrz ABA(1968)

- Zawodnicy włączeni do Basketball Hall of Fame
  - Connie Hawkins[6]

- Zawodnicy włączeni do ABA All-Time Team
  - Connie Hawkins[7]

- Liderzy statystyczni ABA
  - Connie Hawkins - lider strzelców ABA (1968 - 26,8 pkt.)[8]
  - Connie Hawkins - lider ABA w liczbie celnych rzutów wolnych (1968 - 603)[8]
  - Connie Hawkins - lider ABA w liczbie oddanych rzutów wolnych (1968 - 789)[8]
  - Trooper Washington - lider ABA w skuteczności rzutów z gry  (1968 - 52,3%)[8]
  - Connie Hawkins - lider ABA w średniej liczbie minut spędzanych na parkiecie (1968 - 44,9 min.)[8]
  - John Brisker - lider ABA w liczbie oddanych rzutów z gry (1971 - 1972)[9]
  - Mike Lewis - lider ABA w liczbie zbiórek w ataku (1971 - 435)[9]

## Wyniki sezon po sezonie
| Sezon              | Wyg. | Przeg. | Odsetek | Wyniki play-off                                                               |
| ------------------ | ---- | ------ | ------- | ----------------------------------------------------------------------------- |
| Pittsburgh Pipers  |      |        |         |                                                                               |
| 1967-68            | 54   | 24     | .692    | Pittsburgh 3, Indiana 0 Pittsburgh 4, Minnesota 1 Pittsburgh 4, New Orleans 3 |
| Minnesota Pipers   |      |        |         |                                                                               |
| 1968-69            | 36   | 42     | .462    | Miami Floridians 4, Minnesota 3                                               |
| Pittsburgh Pipers  |      |        |         |                                                                               |
| 1969-70            | 29   | 55     | .345    |                                                                               |
| Pittsburgh Condors |      |        |         |                                                                               |
| 1970-71            | 36   | 48     | .429    |                                                                               |
| 1971-72            | 25   | 59     | .298    |                                                                               |

## Nagrody indywidualne
| MVP Sezonu            | MVP Finałów ABA       | Trener roku           |
| --------------------- | --------------------- | --------------------- |
| Connie Hawkins (1968) | Connie Hawkins (1968) | Vince Cazzetta (1968) |

All-ABA First Team (piątka najlepszych zawodników ligi)
- Connie Hawkins (1968-69)[2]
- Charlie Williams (1968)[2]

All-ABA Second Team (druga piątka najlepszych zawodników ligi)
- John Brisker (1971)[2]

ABA All-Rookie Team (piątka najlepszych debiutantów)
- Trooper Washington (1968)[8]
- John Brisker (1970)[10]

Uczestnicy meczu gwiazd
- Charlie Williams (1969-70)[10][11]
- John Brisker (1971-72)[9][12]
- Chico Vaughn (1968)[8]
- Connie Hawkins (1968)[8]
- Trooper Washington (1969)[11]
- Mike Lewis (1971)[9]
- George Thompson (1972)[12]